# Cornish rex

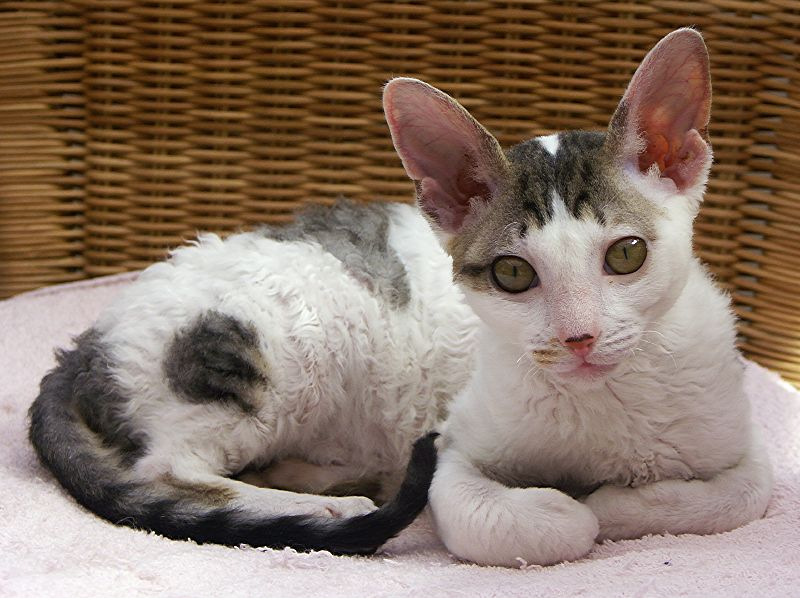
Cornish Rex

Cornish rex es una raza de gato originaria de Cornualles, en el suroeste de Inglaterra.

## Historia
El primer cornish rex, conocido como Killibunker, nació en 1950 en Cornualles (Inglaterra) fruto del cruce de dos gatos comunes de pelo corto (British Shorthair), por tanto Killibunker es el antepasado de todos los cornish actuales.

## Características según la FIFe (Federación Internacional Felina)
El cornish rex se distingue por su Apariencia esbelta y elegante. Es  pesado debido a su fuerte tono muscular.
Está cubierto de pelo ondulado característico, suave  y da una apariencia general de ser más  alto por sus miembros anteriores y posteriores.
- Talla: Mediana
- Forma de la cabeza: Visto desde arriba: En forma de huevo, ligeramente más largo que ancho, igualmente estrecha de pómulos hasta el final de cráneo. Visto de perfil: cráneo plano, nariz recta, barbilla fuerte
- Hocico: Armonioso con la cabeza, no demasiado prominente o cuadrado.
- Cejas y bigotes: Arrugado o curvado.
- Cuello: Elegante, delgado; en proporción al cuerpo.
- Forma de las orejas: Grandes, anchas en la base y va disminuyendo hasta puntas redondeadas, cubiertas de pelo
- Posición de las orejas: En lo alto de la cabeza, como si estuviera siempre alerta.
- Forma de los ojos: Óvalo forma inclinada ligeramente hacia arriba, mediano a grande en tamaño.
- Color de ojos: Brillantes, claros y puros.
- Cuerpo: De longitud media, elegante, duro y musculado - especialmente las caderas y los muslos. Delicada estructura ósea. El peso corporal es más pesado de lo que el aspecto del gato indica
- Piernas: Largas, rectas y delgada, dando un aspecto general de ser alto en las piernas
- Falanges: Pequeñas y ovaladas, delicadas.
- Cola: Larga, fina y estrecha; cubierta de pelo ondulado, preferiblemente sin calvas o ser espeso.
- Pelaje: No lanudo, pero un poco de lujo y denso, bien pegado al cuerpo, sin pelos de guardia. Ondulado, sobre todo en la parte posterior y los lados
- Color: Todas las variedades de colores y patrones son reconocido, incluyendo aquellos con blanco. Se permite cualquier cantidad de blanco

## Criaderos
- THE AVENGERS - Criadero de Cornish Rex y Devon Rex.
- cornish rex - Breed info Cornish.

- Datos: Q42559
- Multimedia: Cornish Rex / Q42559